# Pałac Ludwika Karola von Ballestrema w Kochcicach
Pałac Ludwika Karola von Ballestrema – zabytkowy pałac we wsi Kochcice w powiecie lublinieckim w województwie śląskim.

## Historia
Kochcice i przylegający do nich majątek ziemski zostały nabyte przez Franciszka von Ballestrema na przełomie XIX i XX wieku. Ofiarował je swojemu synowi, Karolowi Ludwikowi von Ballestremowi, na którego polecenie w  latach 1903-1909 zbudowano pałac w stylu neobarokowym. Wokół pałacu założono park – od północy w typie angielskim z dwoma zarybionymi stawami i bogatym drzewostanem, a od południa w stylu francuskim. Ponadto zbudowano gorzelnię i stajnię dla 30 koni. Hrabia Ballestrem uciekł z Górnego Śląska w 1945 roku. Pałac trafia w ręce miejscowej ludności i żołnierzy radzieckich, zostaje ograbiony z dzieł sztuki i częściowo zniszczony. Do roku 1952 w pałacu mieścił się ośrodkiem kolonijnym. Do roku 1962 był ośrodkiem szkolenia Kadr Rolniczych. 

## Czasy współczesne
Od 20 marca 1963 roku w pałacu funkcjonuje Wojewódzki Ośrodek Rehabilitacji. Pałac jest zachowany w dobrym stanie. Dyrekcja Ośrodka została nagrodzona w 1992 roku Złotym Medalem Ministra Kultury i Sztuki za utrzymanie przypałacowego parku.
W sąsiedztwie parku znajduje się kilka budynków gospodarczych z lat 1902-1903.

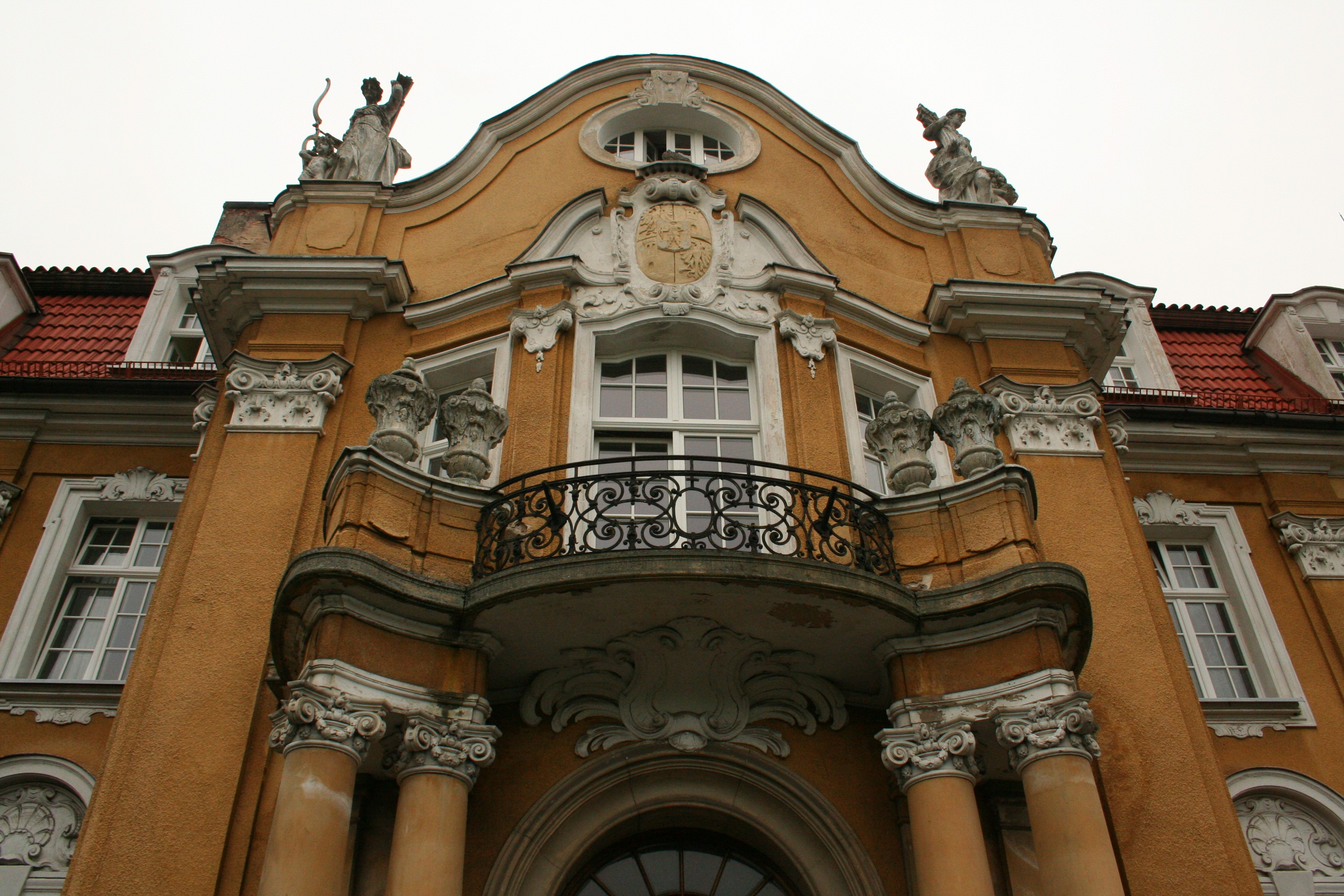
Ryzalit z herbem von Ballestrem
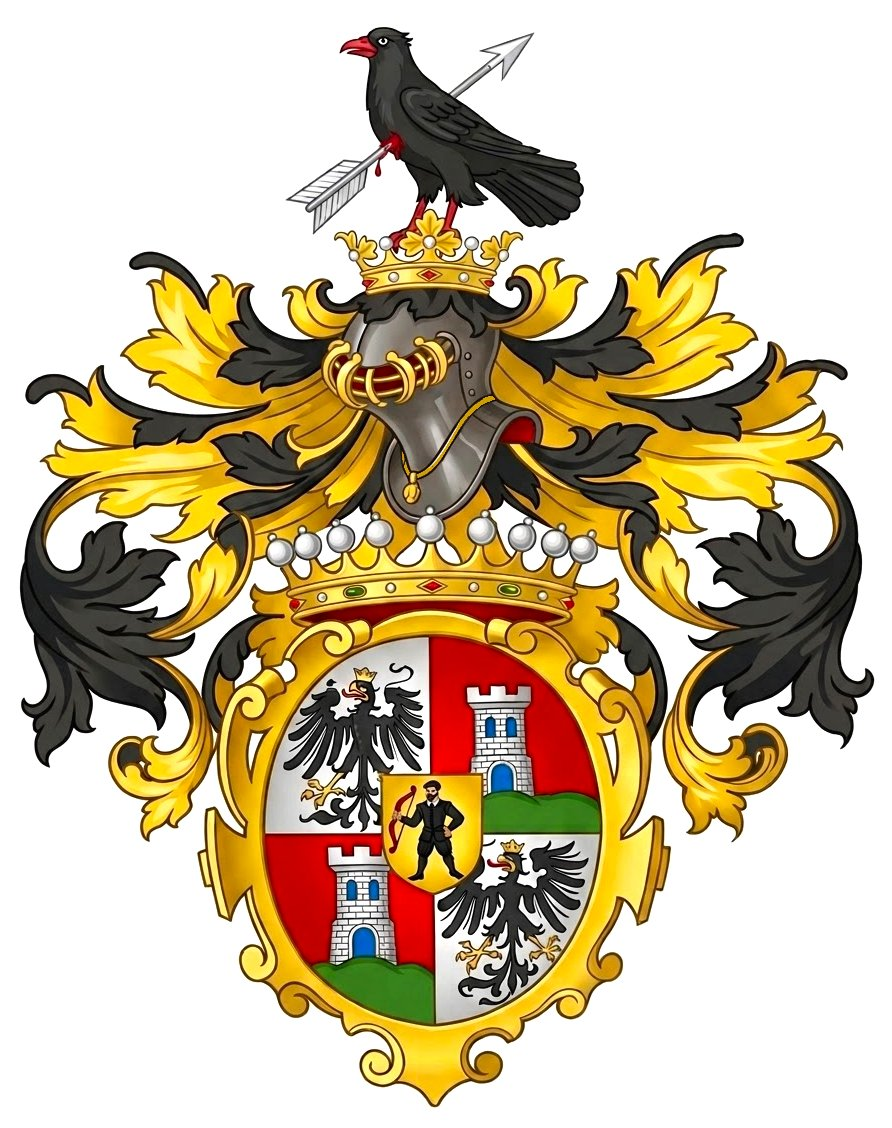
Herb von Ballestrem
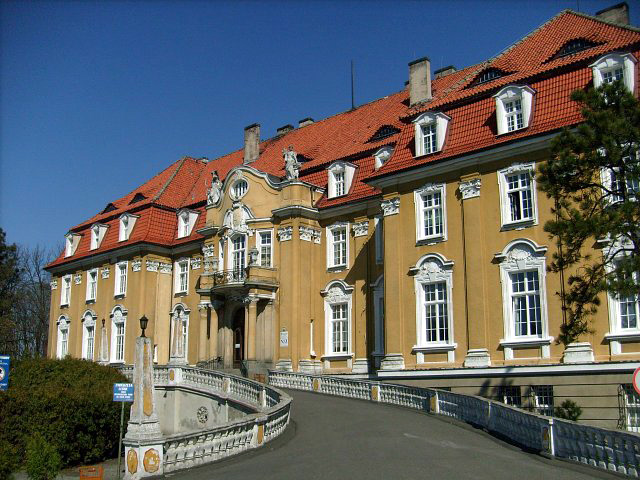
Pałac od strony parku